# 克里克烏鄉

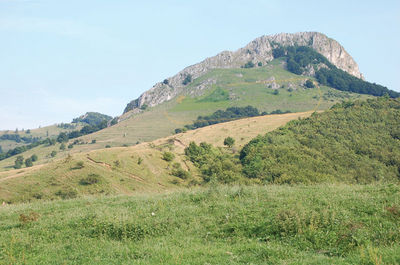

46°11′N 23°34′E / 46.183°N 23.567°E
克里克烏鄉（羅馬尼亞語：Comuna Cricău, Alba），是羅馬尼亞的鄉份，位於該國中部，由阿爾巴縣負責管轄，面積53平方公里，海拔高度287米，2011年人口1,912，人口密度每平方公里40人。